# Société des études juives
Die Société des études juives (etwa: Gesellschaft für Judaistische Forschung) ist eine 1880 in Paris, Frankreich, gegründete akademische Gesellschaft, deren Hauptforschungsgebiete die Religion, Kultur und Geschichte des jüdischen Volkes sowie die Bibelkritik (Exegese) sind. Sie befasst sich insbesondere mit der Geschichte der französischen Juden. Sie veröffentlicht eine wissenschaftliche Zeitschrift, die Revue des études juives.

## Geschichte

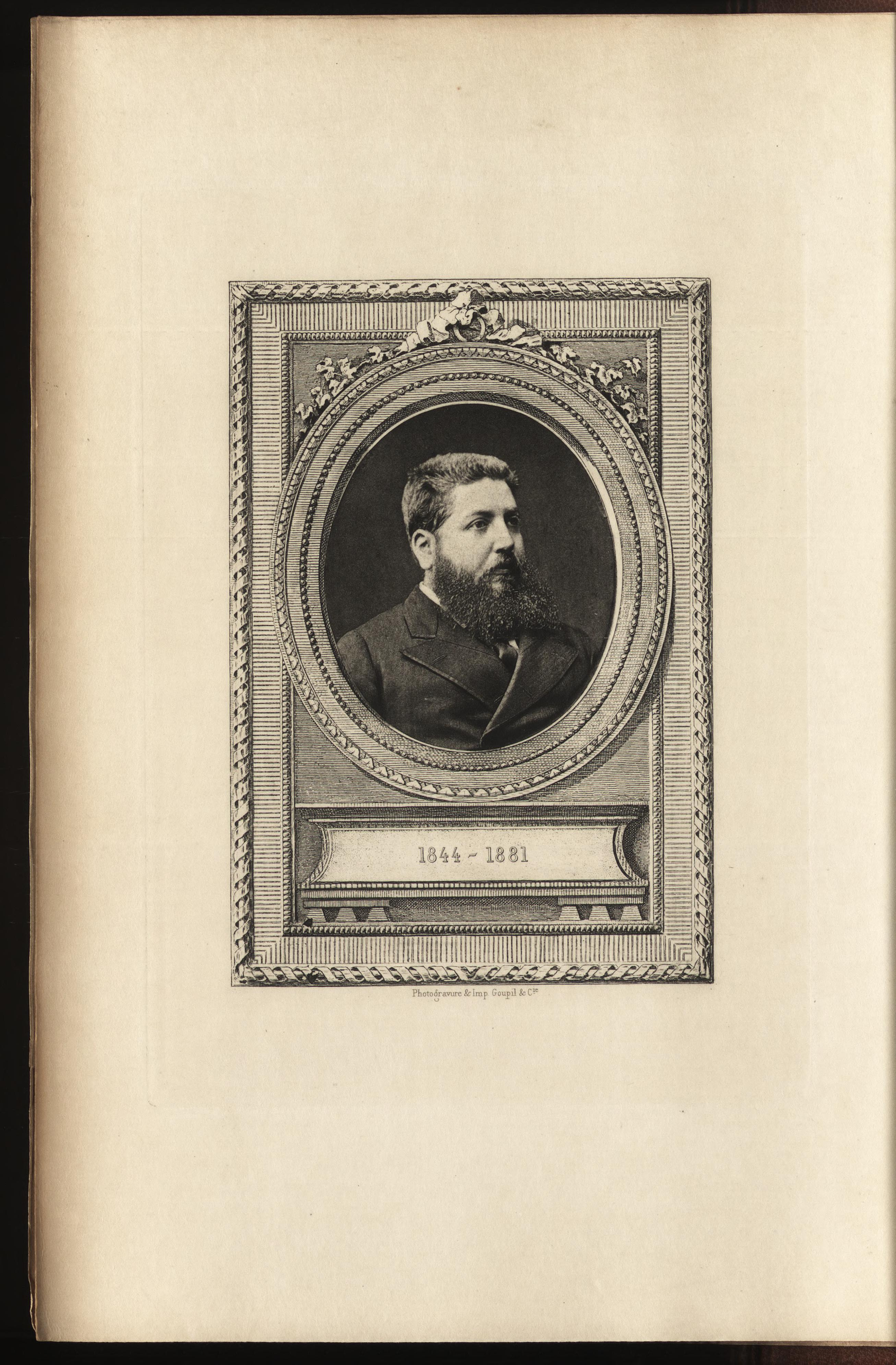
James Nathan de Rothschild (französischer Unternehmer und Bibliophiler)

Die Gesellschaft wurde im Jahr 1880 gegründet durch die Bemühungen von Baron James Edouard de Rothschild (1844–1881), der der erste Präsident der Gesellschaft wurde, außerdem von Isidore Loeb, Arsène Darmesteter, Charles Netter, und Oberrabbiner Zadoc Kahn. Israël Lévi wurde zum Sekretär gewählt.
Neben der vierteljährlich erscheinenden Revue des études juives (Zeitschrift für jüdische Studien) wurden öffentliche Vorträge, Konferenzen und subventionierte jüdische wissenschaftliche Unternehmen und Publikationen organisiert. Zu Beginn des 20. Jahrhunderts beliefen sich die jährlichen Einnahmen der Gesellschaft auf etwa 13.000 Francs.
Die Mitglieder der Gesellschaft waren Joseph Derenbourg, Heinrich Graetz, Heinrich Gross, Joseph Halévy, Abraham Harkavy, David Kaufmann, Meyer Kayserling, Adolf Neubauer, Immanuel Löw, Marco Mortara, Wilhelm Bacher, Ignaz Goldziher, Baron David Günzburg, Moïse Schwab, Samuel Abraham Poznański, Abraham Epstein, die Reinach-Brüder (Salomon und Théodore), Elkan Nathan Adler und andere.

## Veröffentlichungen (Auswahl)
Die von der Gesellschaft veröffentlichten Arbeiten sind rein wissenschaftlicher Natur:
- «Tables du calendrier juif depuis l’ère chrétienne jusqu’au dix-huitième siècle avec la concordance des dates juives et des dates chrétiennes» (Isidore Loeb);
- «La littérature des pauvres dans le Bible» (Isidore Loeb);
- «Gallia Judaica» (Heinrich Gross);
- «Textes d’auteurs grecs et romains, relatifs au judaïsme» (Théodore Reinach);
- Die vollständigen Werke des Ios. Flavius in französischer Sprache, herausgegeben von Th. Reinach
- «Catalogue des actes de Jaime I, Pedro III et Alfonso III, rois d’Aragon concernant les juifs» (Jean Régné, I том, 1911).
- «Table générale des 50 premiers volumes de la Revue des études juives».